# Leonardo Morsut
Leonardo Morsut, né le 23 septembre 1980 à Padoue en Italie, est un joueur de volley-ball italien. Il mesure 1,96 m et jouait réceptionneur-attaquant. Il totalise 16 sélections en équipe d'Italie.

## Biographie
Leonardo Morsut mit un terme à sa carrière sportive à la fin de la saison 2005-2006 pour se consacrer à la recherche en biologie à l'université de Padoue.

## Clubs
| Club               | Pays   | De        | À         |
| ------------------ | ------ | --------- | --------- |
| Petrarca Pallavolo | Italie | 1998-1999 | 1998-1999 |
| Pallavolo Padoue   | Italie | 1999-2000 | 2004-2005 |
| Trentino Volley    | Italie | 2005-2006 | 2005-2006 |

## Palmarès
- Jeux méditerranéens :
  - Vainqueur : 2001.